# Karol August Woyde

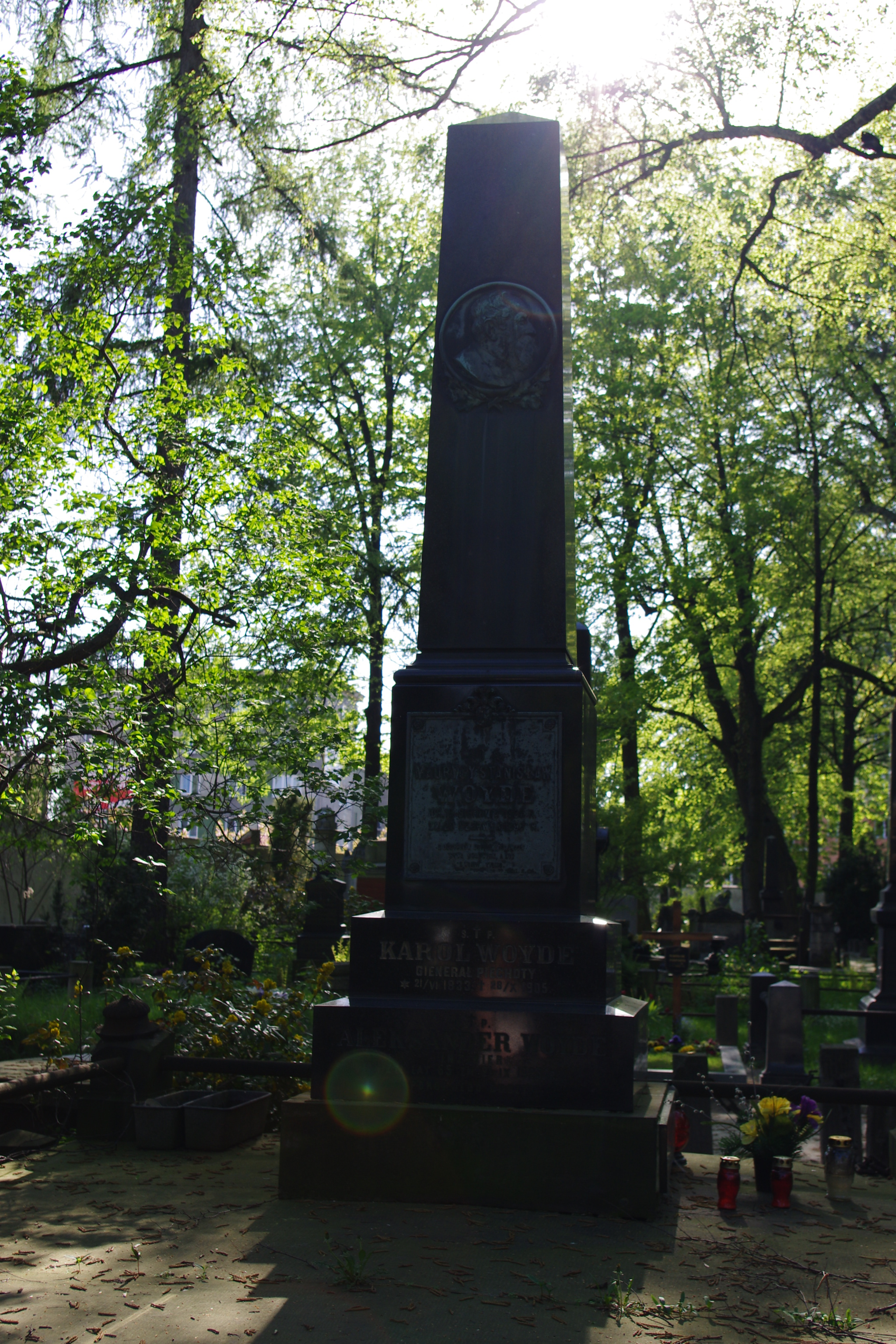
Grób gen. Karola Augusta Woyde na Cmentarzu ewangelicko-reformowanym w Warszawie

Karol August Woyde (ur. 21 czerwca 1833 w Warszawie, zm. 28 października 1905 tamże) – generał wojsk Imperium Rosyjskiego, historyk. 

## Życiorys
Karol August był drugim z trzech synów profesora UW Maurycego Woyde i Celestyny z Labesiusów, kalwinistów. Uczęszczał do Instytutu Szlacheckiego w Warszawie (który mieścił się w gmachu obecnego Sejmu RP), po ukończeniu tej szkoły udał się na dalsze studia do Akademii Sztabu Generalnego w Petersburgu.
Woyde zrobił imponującą karierę w carskiej armii: został przewodniczącym komisji historycznej sztabu generalnego, członkiem komitetu naukowego Ministerstwa Wojny; na emeryturę przeszedł w stopniu generała piechoty, odznaczony licznymi orderami. Wziął czynny udział w tłumieniu powstania styczniowego, odznaczył się pod Bolimowem. Generał od 1874 roku, dowódca brygady piechoty. Szef sztabu Orenburskiego Okręgu Wojskowego, w latach 1881–1890 szef sztabu Warszawskiego Okręgu Wojskowego, nadzorował budowę Cytadeli Warszawskiej. Od 1900 był generałem-lejtnantem i dowódcą dywizji piechoty.
Był autorem pisanych po rosyjsku licznych prac z dziedziny historii wojskowości, które były tłumaczone na niemiecki, francuski i japoński. Przetłumaczył w 1902 r. na rosyjski sławne dzieło Clausewitza O wojnie.
Był wielokrotnym prezesem synodu Kościoła Ewangelicko-Reformowanego w Królestwie Polskim.
Dwukrotnie żonaty: z Aleksandrą von Patkull (zm. 1873) i z Antoniną Andrault de Langeron (zm. 1918) pozostawił córki, zamieszkałe w Moskwie, skąd nie udało im się wyjechać po 1920 roku. Został pochowany na cmentarzu kalwińskim w Warszawie (K,2,7).